# Altenberg (Denkendorf)
Altenberg (Ausspracheⓘ) ist ein Gemeindeteil von Denkendorf im oberbayerischen Landkreis Eichstätt.

## Lage
Das Kirchdorf liegt auf der Hochfläche der südlichen Frankenalb westlich des Gemeindesitzes Denkendorf und westlich der A 9 sowie der Staatsstraße 2229. Es bestehen Straßenverbindungen nach Denkendorf und Riedelshof.

## Geschichte
Das Dorf kam zusammen mit Burg und Markt Kipfenberg im Jahr 1301 durch Verkauf von Konrad Kropf (Struma) unter Bischof Konrad von Pfeffenhausen an das Hochstift Eichstätt. Es unterstand in der Folgezeit dem bischöflichen Pfleg- und Kastenamt Kipfenberg.
Im Zuge der Säkularisation von 1803 kam das Kirchdorf mit dem Kastenamt Kipfenberg im unteren Stift an den Großherzog Erzherzog Ferdinand III. von Salzburg-Toskana und 1806 an das Königreich Bayern. Hier gehörte es zunächst zum Steuerdistrikt Denkendorf, ab 1817/18 in der Leuchtenberger Zeit zum Steuerdistrikt Kipfenberg und ab 16. Juli 1830 wieder zur Gemeinde Denkendorf. Hieran änderte sich nichts bei der bayerischen Gebietsreform 1972, bei der allerdings die Gemeinde Denkendorf mit dem Landkreis Eichstätt vom Regierungsbezirk Mittelfranken in den Regierungsbezirk Oberbayern wechselte. 1983 gab es im Ort drei landwirtschaftliche Vollerwerbs- und sechs Nebenerwerbsbetriebe sowie ein Gasthaus.

### Einwohnerentwicklung
1708 bildeten acht Familien das Dorf. 1818 wohnten in den neun Häusern des Dorfes zehn Familien mit insgesamt 55 Personen, 1830 waren es 43 Einwohner. In der Folgezeit lag die Einwohnerzahl jeweils bei etwa 50. 1950 zählte man 56, 1983 53 und 2007 47 Einwohner.

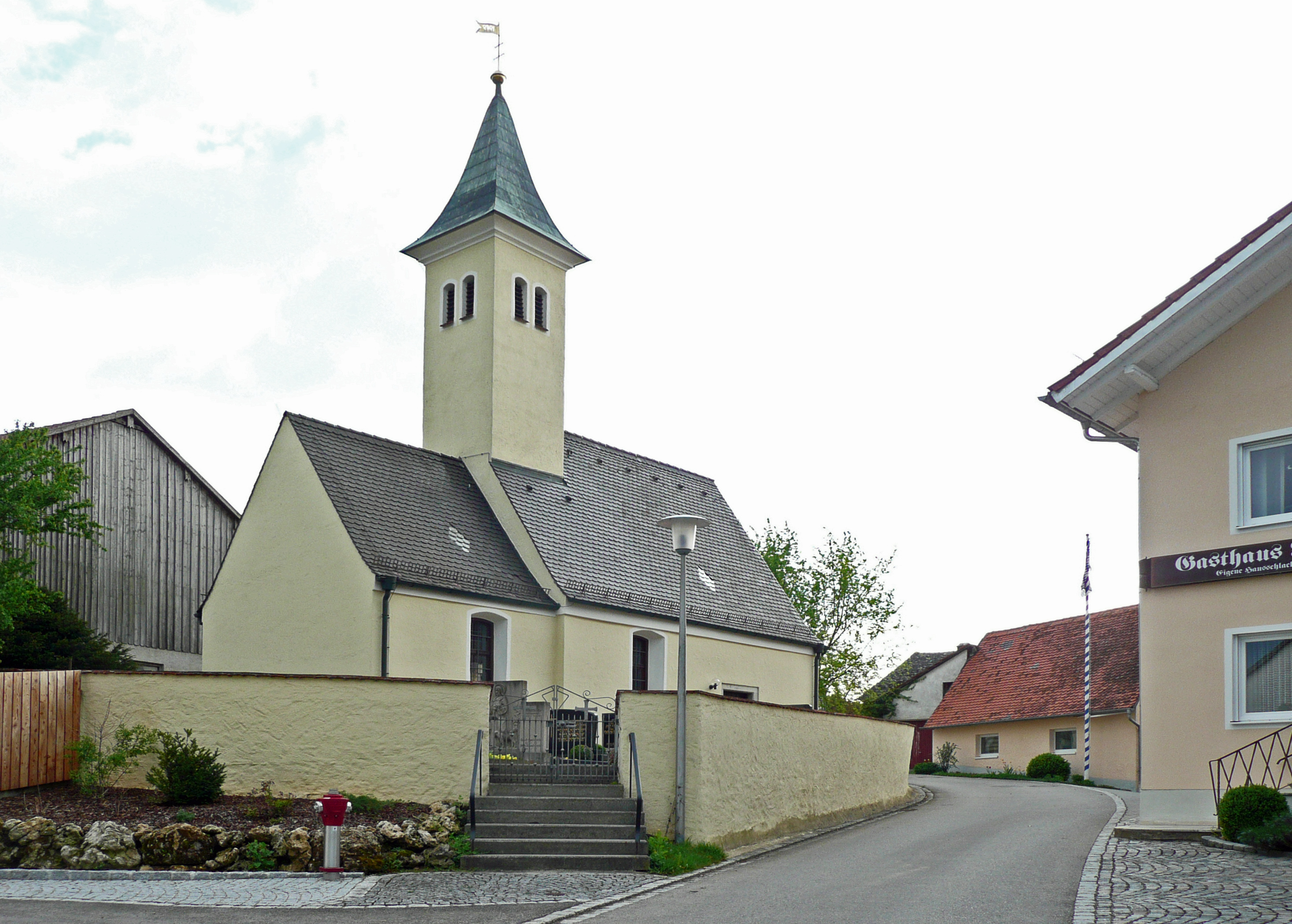
Kirche in Altenberg

## Katholische Filialkirche St. Gertraud
Altenberg ist seit der Abtrennung von der Pfarrei Gelbelsee (zusammen mit dem Gut Riedelshof) im Jahr 1462 eine Filiale der katholischen Pfarrei Kipfenberg. 2007 wohnten 41 Katholiken im Dorf. Die in der Barockzeit (1765/66) umgebaute kleine Ortskirche hat einen quadratischen Dachreiter über der Chorbogenmauer und auf dem Turmhelm einen Hahn „mit guter Silhouette“ (Mader, S. 25).
Der viersäulige Hochaltar mit geschweiftem Aufzug aus dem späten Rokoko (um 1760–80) weist ein Altarblatt des Eichstätter Malers Johann Chrysostomus Winck auf, das die Kirchenpatronin zeigt. Die Rokoko-Seitenaltärchen (um 1720) und spätgotische Plastiken (Ende 15. Jahrhundert) der hl. Maria und der Eichstätter Diözesanheiligen Walburga sind weitere Ausstattungsstücke. 1915 wurde die Kirche, die Tauf- und Trauungsrecht besitzt, gründlich restauriert. Der Friedhof um die Kirche ist ummauert.